# Otto (Griechenland)

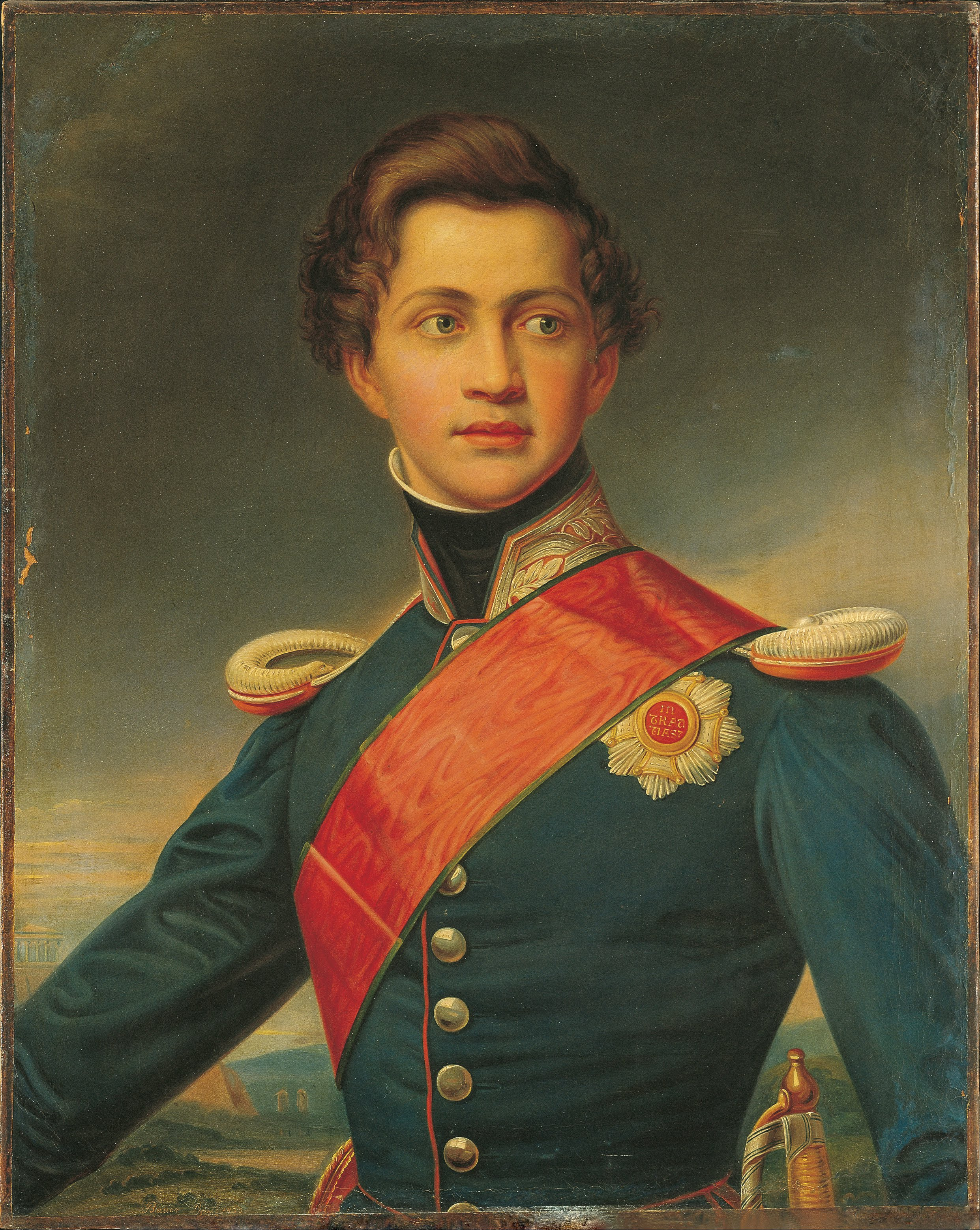
Otto, König von Griechenland (Porträt von Joseph Karl Stieler)

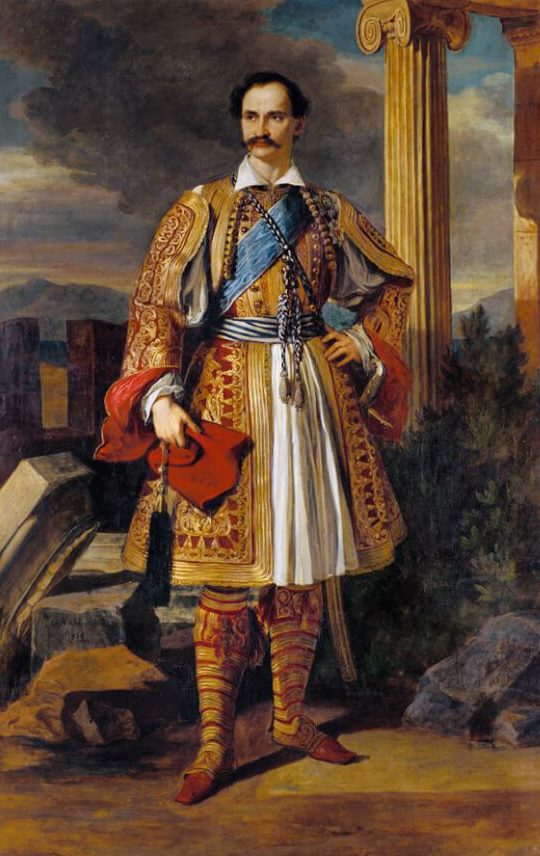
König Otto I. in griechischer Nationaltracht

Otto Friedrich Ludwig von Wittelsbach (griechisch Ὄθων Α΄ τῆς Ἑλλάδος Óthon A tîs Helládos „Othon I. von Griechenland“, * 1. Juni 1815 auf Schloss Mirabell in Salzburg; † 26. Juli 1867 in Bamberg) war ein bayerischer Prinz und von 1832 bis 1862 erster König von Griechenland.

## Jugend
Otto von Wittelsbach wurde am 1. Juni 1815 in Salzburg geboren, wo sein Vater, der bayerische Kronprinz und spätere König Ludwig I. von Bayern, als Statthalter residierte. Seine Mutter war Prinzessin Therese von Sachsen-Hildburghausen. Er war der zweite Sohn des Paares.
Für seine Erziehung waren so bekannte Lehrer wie Friedrich Wilhelm Joseph Schelling, Friedrich Thiersch und Georg von Oettl, der spätere Bischof von Eichstätt, verantwortlich. Er war von der Restauration und dem Absolutismus geprägt, während das Interesse an Griechenland wesentlich vom Philhellenismus und Klassizismus geprägt war. Die Griechen hatten wenige Jahre zuvor ihre Freiheit von der jahrhundertelangen Osmanenherrschaft erlangt.

## Vorgeschichte der Thronbesteigung

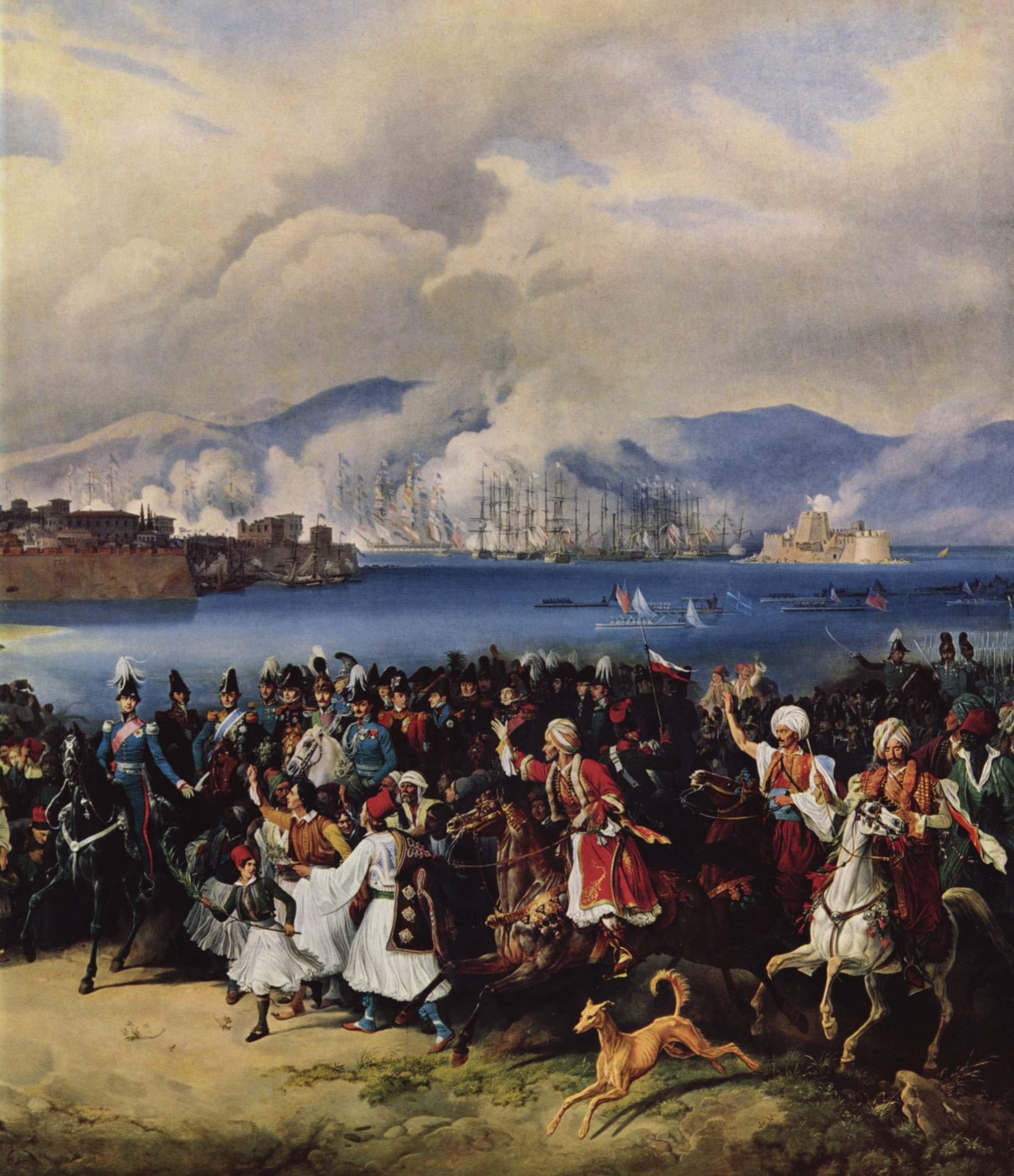
Einzug König Ottos in Nauplia, Peter von Hess, 1835

Nach dem Unabhängigkeitskrieg gegen das Osmanische Reich wurde der neu gegründete Staat Griechenland im Londoner Protokoll vom 3. Februar 1830 international anerkannt. Als im Oktober 1831 sein erstes Staatsoberhaupt, Ioannis Kapodistrias, ermordet wurde und es seinem Bruder und Nachfolger Augustinos Kapodistrias bis 1832 nicht gelang, die Lage zu stabilisieren, kam es zu einem Machtvakuum. Die Signatarmächte der Unabhängigkeit Griechenlands, Großbritannien, Frankreich und Russland, intervenierten und schlugen der griechischen Nationalversammlung vor, einen europäischen Fürsten zum König zu wählen.
Die Versammlung entschied sich für den 16-jährigen Prinzen Otto von Bayern, nachdem zwei andere Prinzen die griechische Krone abgelehnt hatten: der spätere König der Belgier Leopold von Sachsen-Coburg-Saalfeld und Ottos Onkel Prinz Karl von Bayern. Ottos Wahl vorausgegangen war auch die intensive Lobbyarbeit seines Lehrers Friedrich Thiersch. Er hatte unter anderem den Schweizer Bankier und überzeugten Philhellenen Jean Gabriel Eynard, der zudem Vorsitzender der Unterstützungsvereine für den Unabhängigkeitskampf Griechenlands war, für seinen Kandidaten gewinnen können. Zur Wahl des Prinzen dürfte auch beigetragen haben, dass sein Vater, König Ludwig von Bayern, die griechische Unabhängigkeit als einer der ersten europäischen Fürsten offen unterstützt hatte.
Da Otto noch minderjährig war, musste sein Vater die Wahl für ihn annehmen. Ludwig stellte Bedingungen hinsichtlich des Verlaufs der Nordgrenze des neuen Königreichs und einer Anleihe über 60 Millionen Französischer Francs, die auch gewährt wurde. Aber auch die Garantiemächte stellten Forderungen, auf die der König einging: Otto behielt seine Apanage als bayerischer Prinz und wurde von einem Hilfskorps von 3500 bayerischen Soldaten unter der Führung des Generals Friedrich von Hertling begleitet, für die er 1833 das eigene Denkzeichen für das Bayerische Hilfskorps stiftete. Er musste sich verpflichten, keine feindseligen Aktionen gegen das Osmanische Reich zu unternehmen, und er durfte sich zwar „König von Griechenland“ nennen, nicht aber „König der Griechen“ bzw. „König der Hellenen“. Dies hätte angesichts der zahlreichen noch im Osmanischen Reich lebenden Griechen einen expansionistischen Kurs impliziert, den man gegen die Türken zu dieser Zeit nicht wagen wollte.
Das zweite Londoner Protokoll, das König Ludwig für Otto am 7. Mai 1832 unterschrieb und das von der griechischen Nationalversammlung am 8. August 1832 einstimmig angenommen wurde, ernannte Otto zum König von Griechenland. 
Ein Komitee, bestehend aus den Deputierten Dimitris Plapoutas, Andreas Miaoulis und Kostas Botsaris, wurde aus Griechenland nach München entsandt, um König Otto zu huldigen und ihn auf seiner Reise nach Griechenland zu begleiten.

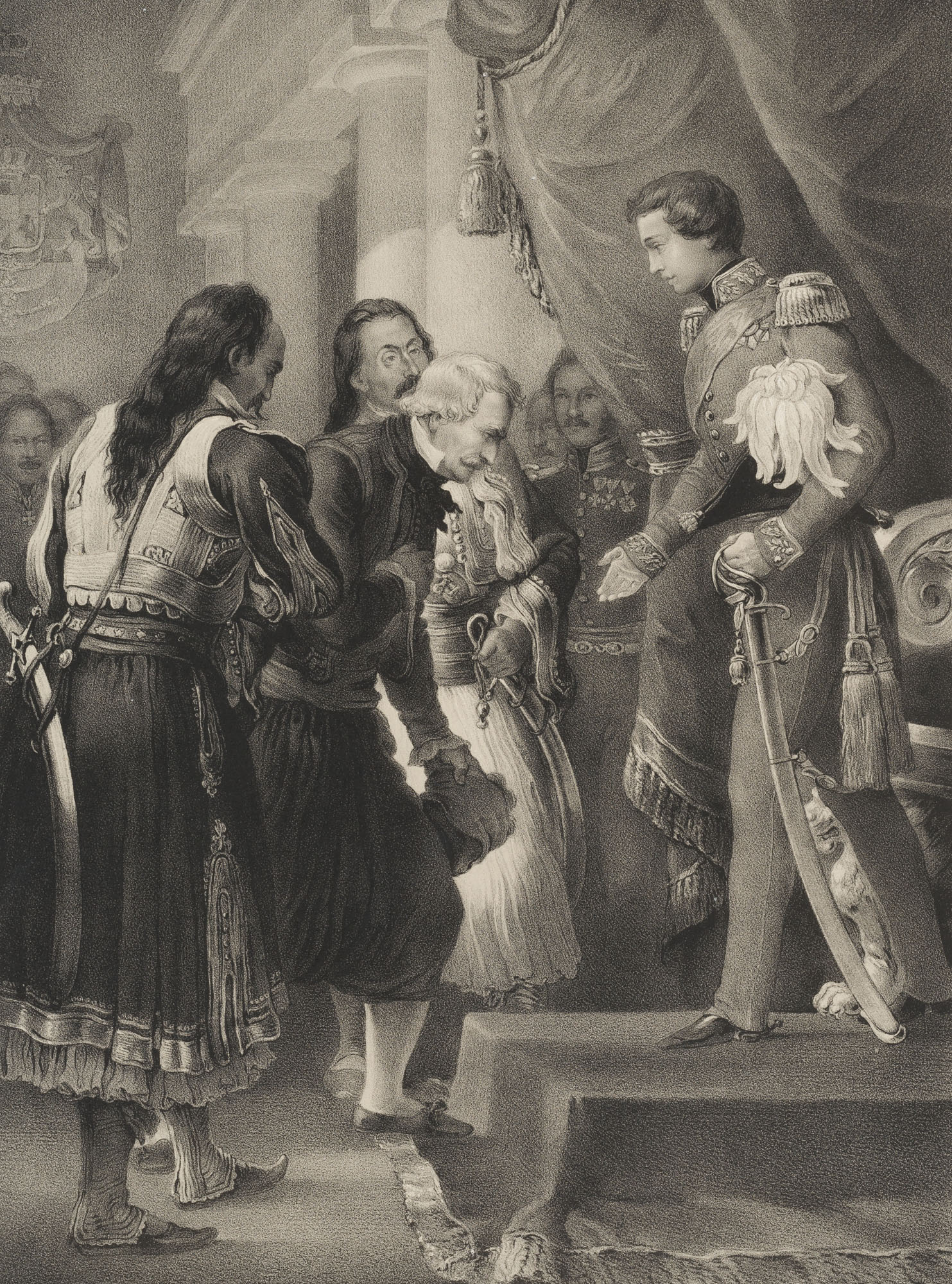
Die Mitglieder der griechischen Regierungs-Kommission: Admiral Miaoulis, die Generäle Kosta Botsaris und Dimitris Plapoutas huldigen am 15. Oktober 1832 ihrem König Otto I.

Ab Dezember 1832 reiste Otto über Italien in sein neues Königreich. Von Brindisi kommend, traf er am 6. Februar 1833 an Bord der britischen Fregatte Madagascar in der griechischen Hauptstadt Nafplion ein.

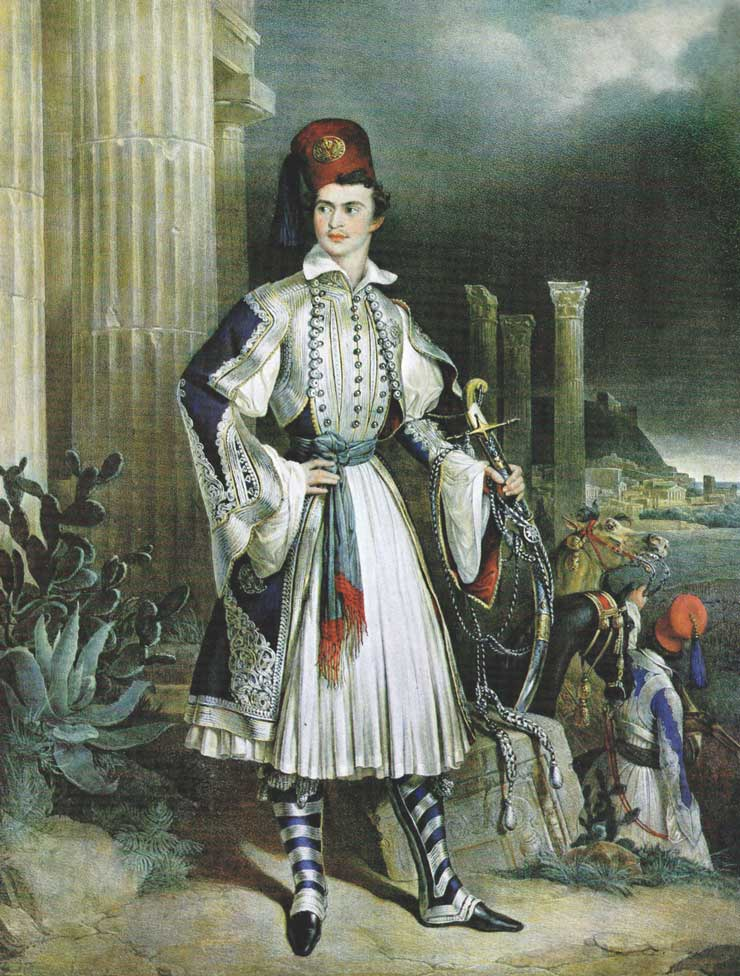
König Otto vor griechischen Ruinen – ein romantisches Porträt

## Regentschaft
Da er bei Regierungsantritt noch nicht volljährig war, erhielt Otto zunächst einen Regentschaftsrat, der aus dem Finanzexperten Joseph Ludwig von Armansperg, dem Juristen Georg Ludwig von Maurer, dem Verwaltungsfachmann Karl von Abel und Generalmajor Karl Wilhelm von Heideck bestand. Die Regentschaft schuf die administrativen Grundlagen eines modernen Staates. Die Gesetzgebung orientierte sich an deutschen Vorbildern, selbst das bayerische Reinheitsgebot für Bier war in Griechenland gültig.
Die Mitglieder des Regentschaftsrates zerstritten sich jedoch bald. Während Armansperg sich mit der russischen Partei verband, setzten Maurer und Abel auf Frankreich, bei dem sie die geringsten Eigeninteressen erwarteten. Beide Seiten appellierten an König Ludwig. Da der Gesandte Armanspergs zuerst beim König eintraf, fiel die Entscheidung gegen Maurer und Abel, die entlassen und durch Ägid von Kobell und Johann Baptist von Greiner ersetzt wurden.
Unter Ottos Herrschaft kamen viele Deutsche nach Griechenland, nicht nur Beamte und Hofpersonal, sondern auch Akademiker und Handwerker. Ludwig Steub berichtet, dass die Athener Deutschen den zugereisten Abenteurern nicht wohlgesinnt waren. Die Vorstellung, dass es unter einem bayrischen König jeder Deutsche in kurzer Zeit zu Ansehen und Wohlstand bringen könne, erwies sich jedoch als Trugschluss. Infolgedessen berichteten gescheiterte Heimkehrer abfällig über das Land. Erfolgreich tätig waren hingegen der Botaniker Carl Fraas, der Brauer Karl Fuchs (dessen Sohn die Athener Brauerei FIX gründete) und Gustav Clauss, Gründer des Weinguts Achaia Clauss. Die Immigration von Deutschen setzte sich auch nach Ottos Entthronung fort. Auch unter Ottos Nachfolgern machten nicht wenige Deutsche im jungen Staat Karriere: beispielsweise Ernst Ziller, der Hofarchitekt König Georgs I., oder der Jurist Stefanos Streit und dessen Sohn, der Außenminister Georgios Streit.

## Eigenverantwortliche Regierung

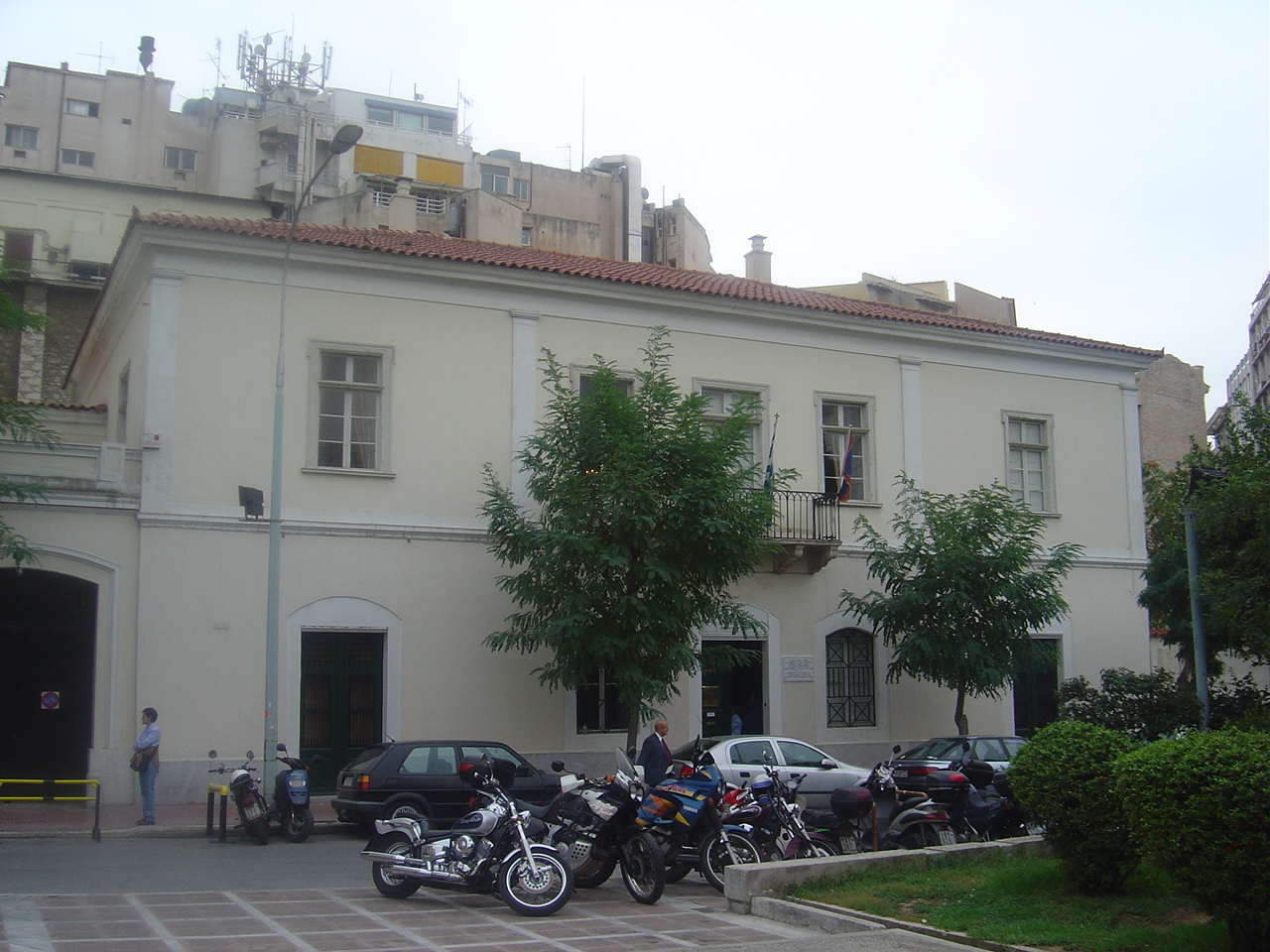
Das Erste Königliche Schloss, Ottos erste Athener Residenz, heute Teil des Stadtmuseums

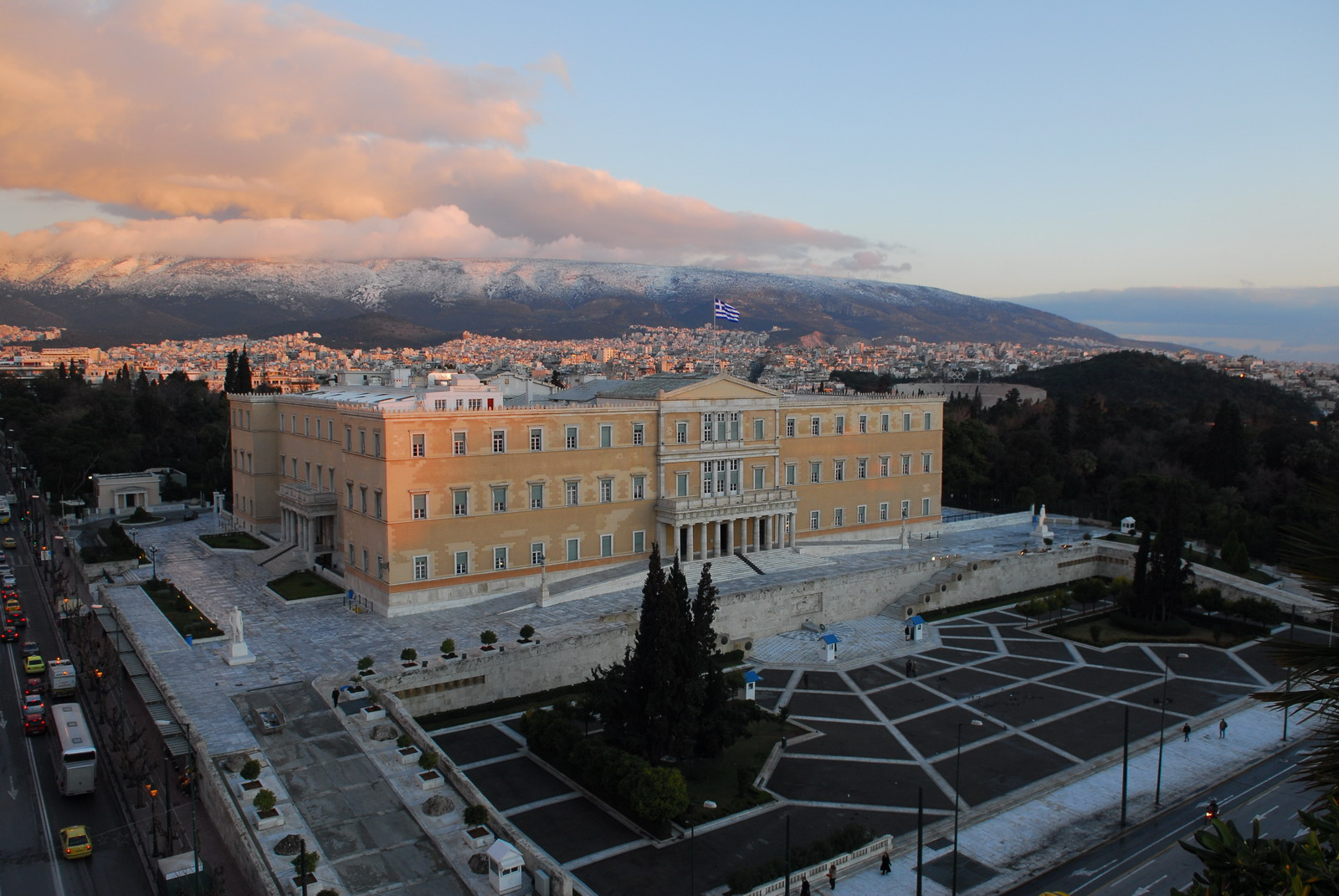
Das bis 1841 von Friedrich von Gärtner erbaute königliche Residenzschloss in Athen (heute Griechisches Parlament)

Bevor die Haupt- und Residenzstadt 1834 nach Athen verlegt wurde, residierte der Hof in Nafplio. 1841 bezog Otto in Athen das von Friedrich von Gärtner erbaute Schloss, das heutige Parlamentsgebäude. Erste Entwürfe zu einer Residenz stammten von Leo von Klenze. Einflüsse können auch von einem älteren Entwurf Karl Friedrich Schinkels stammen, der das Schloss zuvor auf der Akropolis geplant hatte. 1836 legte König Otto den Grundstein für das neue Stadtschloss.

### Innenpolitik
Die politische Szene Griechenlands war durch Fraktionen geprägt, die sich an den Schutzmächten und letztlich deren politischen Interessen orientierten. Die Russische Partei rechnete mit einer baldigen Auflösung des Osmanischen Reichs. Da es dort in einigen Gebieten erhebliche griechische Bevölkerungsanteile gab, strebte diese Partei eine Wiedererrichtung des 1453 untergegangenen byzantinischen Kaiserreichs an, die so genannte „Große Idee“. Für Otto war diese Perspektive verlockend.
Die Britische Partei setzte hingegen auf die Macht Großbritanniens, das sich zwar mit Griechenland einen Flottenstützpunkt im östlichen Mittelmeer geschaffen hatte, an mehr aber auch nicht interessiert war, schon gar nicht an einer Vergrößerung Griechenlands auf Kosten des Osmanischen Reiches. In der britischen Politik wurde das Osmanenreich als Puffer vor einem Zugriff Russlands auf das Mittelmeer weiter benötigt.
Die Französische Partei versuchte – in Konkurrenz zu Großbritannien – ebenfalls politischen Einfluss und gegebenenfalls Gebietsgewinne im östlichen Mittelmeer zu erzielen. Das gelang ihr aufgrund der Überlegenheit Großbritanniens aber nur begrenzt, etwa im syrischen Bereich.

#### Verfassung

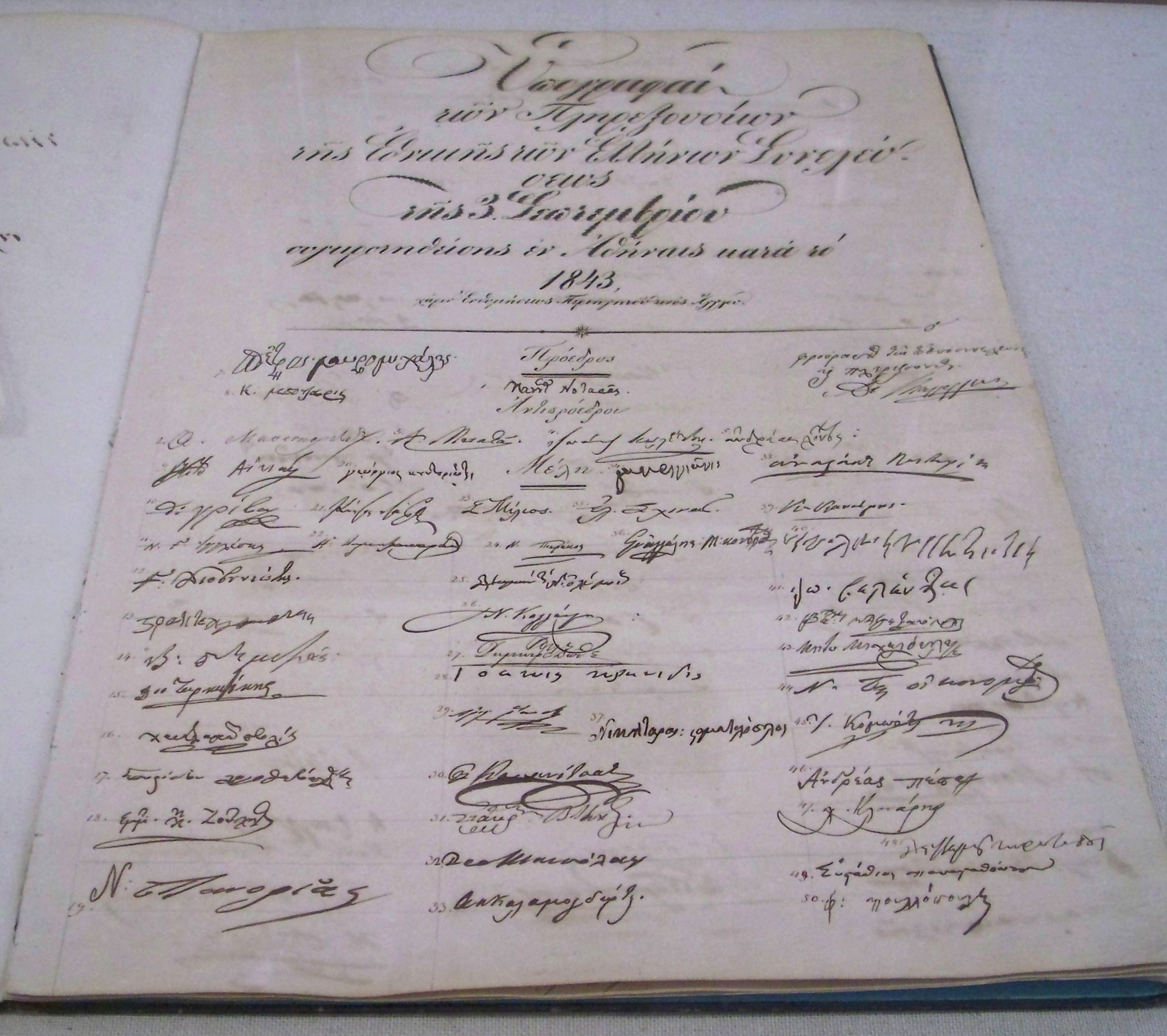
Unterschriften der Delegierten der Nationalversammlung unter der Verfassungsurkunde von 1844

An seinem 20. Geburtstag, nun volljährig, übernahm Otto am 1. Juni 1835 die Regierung eigenverantwortlich und bestieg als Von Gottes Gnaden, König von Griechenland den Thron. Sein neoabsolutistischer Begriff vom Königtum ließ ihn die Forderung nach einer Verfassung und damit der Mitwirkung von Untertanen an der Regierung ablehnen. Er war allerdings zu schwach, die ihm zur Verfügung stehenden Mittel zu gering, als dass er seinen absoluten Herrschaftsanspruch auf Dauer in der politischen Praxis hätte durchsetzen können.
Armansperg wurde zum Premierminister ernannt. Im Kabinett des Königs hatten Griechen zunächst keine Stimme, denn die Regierung bestand weiterhin ausschließlich aus Bayern. Ein zum Ausgleich eingerichteter Staatsrat, ein rein beratendes Gremium, blieb ohne jeden Einfluss. Seine Untertanen verspotteten dieses System als „Bavarokratie“ (griechisch Βαυαροκρατία). Armansperg, während der Abwesenheit des Königs in Deutschland 1836 nochmals zum Regenten ernannt, wurde nach dessen Rückkehr gestürzt.

#### Verwaltung
Während sich eine Zivilverwaltung unter der Leitung bayerischer Beamter langsam etablierte, war an ein modernes Heer noch nicht zu denken. Die angestrebte Truppenstärke von 9400 Mann wurde mit nur 6000 Mann deutlich verfehlt, die meisten Soldaten waren aus Bayern als Söldner angeworben und belasteten den Haushalt. Die Disziplinierung durch aus Mitteleuropa importierte Militärreglements war gegenüber dem aus den Freiheitskämpfen gewonnenen Selbstbewusstsein und der verschiedenen Mentalität der griechischen Milizen nicht durchzusetzen. Andererseits blieb das Land von kleineren Aufständen und Revolten geprägt, so dass dem Militär eine wichtige innenpolitische Rolle zukam.

#### Finanzen

Otto von Griechenland. Ausschnitt aus einer 5-Drachmai-Münze aus dem Jahre 1850

Griechenland war nach dem Befreiungskrieg stark entvölkert. Strukturell nachteilig war, dass sich die landwirtschaftliche Fläche in den Händen weniger Großgrundbesitzer befand. Mit der Staatsgründung wurde Griechenland von den Garantiemächten Frankreich, Großbritannien und Russland eine Anleihe von 60 Millionen Franken auferlegt, von denen nur 3/4 tatsächlich gezahlt wurden und von denen 12 Millionen als Entschädigung an die Hohe Pforte gezahlt werden mussten. Bis 1835 wuchs das Defizit des Staates kontinuierlich an, doch 1840 gelang es erstmals, einen ausgeglichenen Haushalt vorzulegen und mit der Rückzahlung des angehäuften Defizits zu beginnen. Hauptgläubiger waren Großbritannien und die Rothschildbank. Das gab Großbritannien ein weiteres Druckmittel gegen eine eigenständige griechische Politik.
Ottos Investitionsprogramm war sehr ambitioniert und wurde finanziell durch griechische Mäzene im Ausland und seinen Vater als Bürgen unterstützt. Zahlreiche Projekte waren sehr langfristig ausgelegt und entfalteten erst Jahrzehnte später ihre Wirkung, wie Investitionen im Bildungswesen.
Die Schulden Griechenlands gegenüber Bayern beliefen sich zu guter Letzt auf 1.933.333 Gulden und 20 Kreuzer oder 4.640.000 Drachmen. Ohne das letzte Darlehen von einer Million Gulden, das König Ludwig ermöglichte, hätte Griechenland den Staatsbankrott erklären müssen. Die Nicht-Rückzahlung der Darlehen belastete bis zur abschließenden Verhandlungslösung 1881 die griechisch-bayerischen Beziehungen.

#### Ehe und Thronfolge

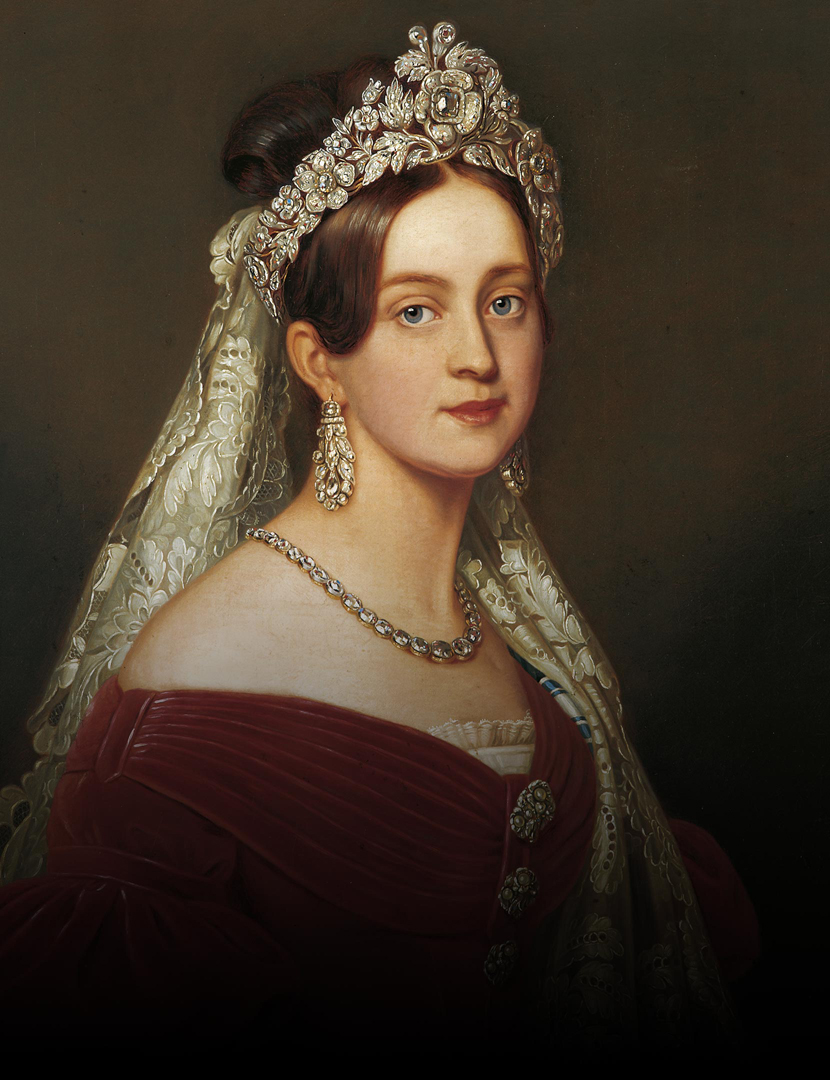
Amalie von Oldenburg (Gemälde von Joseph Karl Stieler)

Am 22. November 1836 heiratete Otto in Oldenburg die hochbegabte und konservative Herzogin Amalie von Oldenburg. Neben Otto begann auch sie, sich politisch zu engagieren. So setzte sie sich für die Belange von Bauern ein. Die Kinderlosigkeit der Ehe entwickelte sich zunehmend zu einem Problem, obwohl mit der Verfassung von 1844 das Thronfolgerecht auf Prinz Adalbert, einen jüngeren Bruder Ottos, und dessen Nachkommen ausgeweitet wurde. Der nächstjüngere Prinz, Luitpold, weigerte sich von vorneherein, für den Fall seiner Thronfolge zum orthodoxen Bekenntnis zu wechseln. Otto hatte als Bedingung akzeptieren müssen, dass zumindest der Thronfolger im Erbfall zum orthodoxen Bekenntnis konvertieren müsse.

#### Kirche
Die griechisch-orthodoxe Kirche erklärte sich 1833 für autokephal, da der Patriarch von Konstantinopel unter osmanischer Kontrolle stand. Otto, überzeugt römisch-katholisch, weigerte sich zu konvertieren. Dennoch wurde er zum Oberhaupt der neuen orthodoxen Landeskirche erklärt. Dieser von der orthodoxen Tradition abweichende Schritt, der darauf zielte, die Kirche möglichst staatskonform zu gestalten, verursachte Unruhe. Hinter der Kirche stand die russische Partei. 1850 wurde der Erzbischof von Athen zum Oberhaupt der griechischen Kirche bestimmt, und die Autokephalie wurde von Konstantinopel anerkannt. Dem König wurde ein Vetorecht gegen Beschlüsse der Bischofssynode zugestanden.

#### Kulturpolitik
In der Kulturpolitik war Otto vielleicht am erfolgreichsten: Bekannt sind die zahlreichen Bauten, die unter Otto, oft mit Unterstützung griechischer Mäzene, entstanden, wie zum Beispiel die Nationale und Kapodistrias-Universität Athen. Das eingeführte Bildungssystem geht auf deutsche Vorbilder zurück. Otto selbst beherrschte die griechische Sprache bald fließend.

### Außenpolitik
Beim Streit zwischen Großbritannien und Russland um Einfluss im Bereich des östlichen Mittelmeers war Otto mehr Spielball als Akteur. Griechische Chauvinisten warfen ihm das vor und forderten, dass er beherzter und militärisch aktiv auf Gebiete des zerfallenden Osmanischen Reichs zugreifen sollte, eine Politik, die sich aber angesichts der Interessen seiner Hauptschutzmacht Großbritannien nur schwer verwirklichen ließ.
Als etwa 1841 Griechenland den Versuch unternahm, Kreta zu annektieren, blockierte Großbritanniens Flotte den Hafen von Piräus. Dies wiederholte sich 1850, als Großbritannien mit diesem Druckmittel einen Streit um zwei Inseln zu seinen Gunsten entschied und sie seinem Protektorat über die Ionischen Inseln einverleibte. Das ganze wiederholte sich erneut, als Griechenland im Krimkrieg 1853 der russischen Seite beitrat, um von der erwarteten osmanischen Beute zu profitieren. Der Hafen Piräus und die Hauptstadt Athen wurden besetzt, die griechische Flotte von den Westmächten beschlagnahmt. Die Machtlosigkeit des Königs gegen solche ausländischen Interventionen schwächte seine Stellung. Auch belasteten derartige außenpolitische Projekte den griechischen Staat finanziell.
Die Presse in Deutschland zeichnete ein pessimistisches Bild des Landes, lokale Tumulte wurden zu Aufständen aufgebauscht. Der als Zeichenlehrer am Athener Gymnasium tätige Architekt Ludwig Lange berichtete von einer verfälschten Berichterstattung in Deutschland und einer in Gegensatz dazu stehenden ruhigen Lage in Griechenland.

### Regionale Widerstände gegen Otto

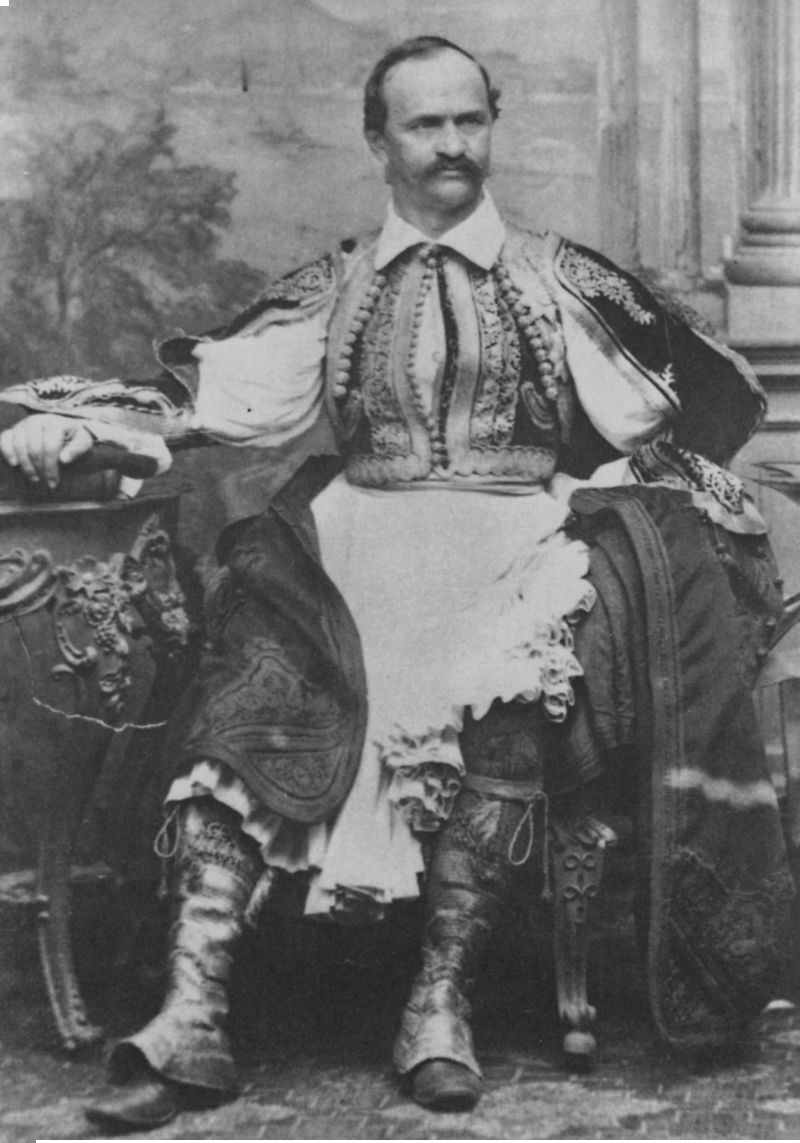
Otto von Griechenland 1865 im Exil

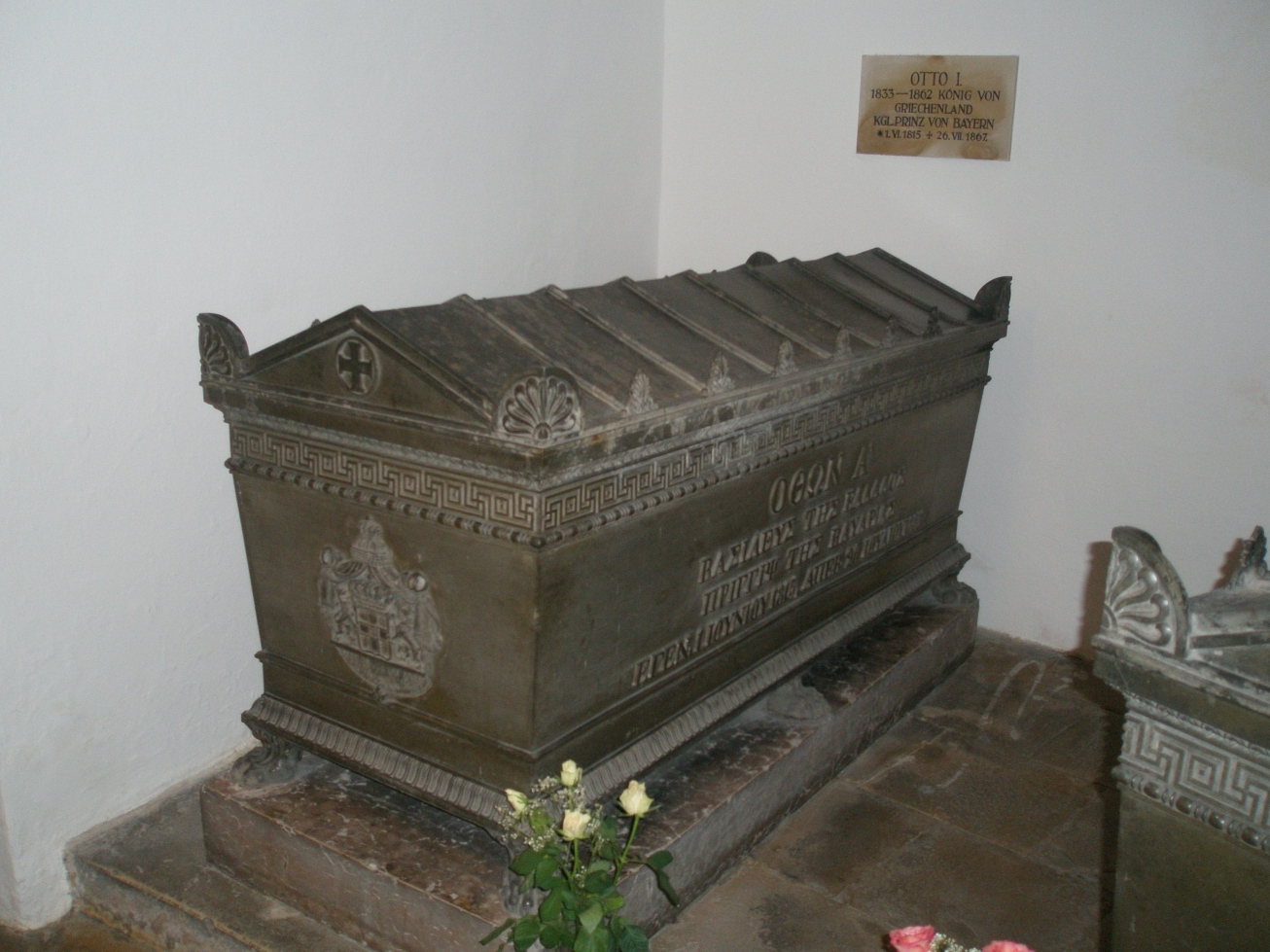
Sarkophag Ottos I. von Griechenland in der Gruft der Theatinerkirche zu München

1843 wurden vertragsgemäß die letzten bayerischen Truppen aus Griechenland abgezogen. Der König stand nun ohne verlässliche militärische Macht da. Sofort brach ein Militärputsch in Athen aus, der sich zu einem Volksaufstand gegen Otto ausweitete. Die Untertanen trotzten ihrem König eine Beteiligung an der Macht ab. Otto gestand schließlich 1844 die geforderte Verfassung zu, und Andreas Metaxas wurde zum Ministerpräsidenten ernannt. Er und alle seine Nachfolger hielten sich aber nur kurz im Amt, was die heftigen Fehden der verschiedenen, sich an den Garantiemächten orientierenden Parteien widerspiegelte.
Der zweite große Aufstand brach im Oktober 1862 aus, während sich das Königspaar auf einer Rundreise befand. Es versuchte sofort, nach Athen zurückzukehren, musste aber – da die Garantiemächte ihre Unterstützung entzogen – mit einem englischen Schiff evakuiert werden, da selbst auf die Besatzung des königlichen Schiffs kein Verlass mehr war. Die griechischen Kronjuwelen, die er 1832 aus Bayern mitgebracht hatte, nahm Otto wieder mit. Albrecht von Bayern übergab sie 1959 an den griechischen König Paul. Sie werden bis heute in Griechenland aufbewahrt.

## Exil und Tod
Otto kehrte 1862 mit seiner Frau nach Bayern zurück, wo sie bis zu ihrem Tode in der ehemals fürstbischöflichen Residenz in Bamberg lebten. Jeden Tag hatten sie als Erinnerung an ihre Zeit in Griechenland eine Griechischstunde, in der sie sich ausschließlich auf Griechisch unterhielten: Jeden Abend zwischen sechs und acht wird nur griechisch gesprochen. Der aus 50 Personen bestehende Hofstaat war in griechische Trachten gekleidet.
Neben Gästen aus Griechenland wurde der Hof auch vom Hochadel besucht, unter anderem von Königin Amalie Auguste von Sachsen, einer Halbschwester des Vaters von Otto, Königin Sophie der Niederlande und Gustav von Wasa.
Trotz Sparhaushalt finanzierte er 1866 mit seiner gesamten Jahresapanage eine Waffenlieferung an die Kreter, die sich gegen die osmanische Herrschaft aufgelehnt hatten.
1867 erlag Otto einer schweren Maserninfektion. Ottos letzte Worte waren laut Zeitzeugen Griechenland, mein Griechenland, mein liebes Griechenland. Die Sarkophage von König Otto und Königin Amalia, die ihn um acht Jahre überlebte, befinden sich in der Gruft der Theatinerkirche München, einer von mehreren Begräbnisstätten des Wittelsbacher Königshauses.

## Archivinformationen
Ottos Briefe an seine Schwester Mathilde Karoline von Bayern, Großherzogin von Hessen, geschrieben zwischen 1832 und 1861, werden im Hessischen Staatsarchiv Darmstadt aufbewahrt.
Ottos Briefe an seinen Schwiegervater August I., Großherzog von Oldenburg, geschrieben zwischen 1836 und 1853, werden im Niedersächsischen Landesarchiv Oldenburg aufbewahrt.

## Ahnentafel
| Ahnentafel König Otto von Griechenland | Ahnentafel König Otto von Griechenland                                                                                   | Ahnentafel König Otto von Griechenland                                                                                   | Ahnentafel König Otto von Griechenland                                                                                    | Ahnentafel König Otto von Griechenland                                                                                    | Ahnentafel König Otto von Griechenland                                                                                           | Ahnentafel König Otto von Griechenland                                                                                           | Ahnentafel König Otto von Griechenland                                                                                       | Ahnentafel König Otto von Griechenland                                                                                       |
| -------------------------------------- | --- | --- | --- | --- | --- | --- | --- | --- |
| Ururgroßeltern                         | Herzog Christian III. von Pfalz-Zweibrücken (1674–1735) ⚭ 1719 Karoline von Nassau-Saarbrücken (1704–1774)               | Joseph Karl von Pfalz-Sulzbach (1694–1729) ⚭ 1717 Elisabeth Auguste Sofie von der Pfalz (1693–1728)                      | Landgraf Ludwig VIII. von Hessen-Darmstadt (1691–1768) ⚭ 1717 Charlotte von Hanau-Lichtenberg (1700–1726)                 | Graf Christian Carl Reinhard von Leiningen-Dagsburg (1695–1766) ⚭ 1726 Katharina Polyxena von Solms-Rödelheim (1702–1765) | Herzog Ernst Friedrich II. von Sachsen-Hildburghausen (1707–1745) ⚭ 1726 Caroline von Erbach (1700–1758)                         | Herzog Ernst August I. von Sachsen-Weimar-Eisenach (1688–1748) ⚭ 1734 Sophie Charlotte von Brandenburg-Bayreuth (1713–1747)      | Karl zu Mecklenburg (1708–1752) ⚭ 1735 Elisabeth Albertine von Sachsen-Hildburghausen (1713–1761)                            | Georg Wilhelm von Hessen-Darmstadt (1722–1782) ⚭ 1748 Maria Luise Albertine zu Leiningen-Dagsburg-Falkenburg (1729–1818)     |
| Urgroßeltern                           | Herzog Friedrich Michael von Pfalz-Birkenfeld (1724–1767) ⚭ 1746 Maria Franziska Dorothea von Pfalz-Sulzbach (1724–1794) | Herzog Friedrich Michael von Pfalz-Birkenfeld (1724–1767) ⚭ 1746 Maria Franziska Dorothea von Pfalz-Sulzbach (1724–1794) | Georg Wilhelm von Hessen-Darmstadt (1722–1782) ⚭ 1748 Maria Luise Albertine von Leiningen-Dagsburg-Falkenburg (1729–1818) | Georg Wilhelm von Hessen-Darmstadt (1722–1782) ⚭ 1748 Maria Luise Albertine von Leiningen-Dagsburg-Falkenburg (1729–1818) | Herzog Ernst Friedrich III. Carl von Sachsen-Hildburghausen (1727–1780) ⚭ 1758 Ernestine von Sachsen-Weimar Eisenach (1740–1786) | Herzog Ernst Friedrich III. Carl von Sachsen-Hildburghausen (1727–1780) ⚭ 1758 Ernestine von Sachsen-Weimar Eisenach (1740–1786) | Großherzog Karl zu Mecklenburg-Strelitz (1741–1816) ⚭ 1768 Friederike Caroline Luise von Hessen-Darmstadt (1752–1782)        | Großherzog Karl zu Mecklenburg-Strelitz (1741–1816) ⚭ 1768 Friederike Caroline Luise von Hessen-Darmstadt (1752–1782)        |
| Großeltern                             | König Maximilian I. Joseph (1756–1825) ⚭ 1785 Auguste Wilhelmine von Hessen-Darmstadt (1765–1796)                        | König Maximilian I. Joseph (1756–1825) ⚭ 1785 Auguste Wilhelmine von Hessen-Darmstadt (1765–1796)                        | König Maximilian I. Joseph (1756–1825) ⚭ 1785 Auguste Wilhelmine von Hessen-Darmstadt (1765–1796)                         | König Maximilian I. Joseph (1756–1825) ⚭ 1785 Auguste Wilhelmine von Hessen-Darmstadt (1765–1796)                         | Herzog Friedrich von Sachsen-Hildburghausen (1763–1834) ⚭ 1785 Charlotte Georgine Luise von Mecklenburg-Strelitz (1769–1818)     | Herzog Friedrich von Sachsen-Hildburghausen (1763–1834) ⚭ 1785 Charlotte Georgine Luise von Mecklenburg-Strelitz (1769–1818)     | Herzog Friedrich von Sachsen-Hildburghausen (1763–1834) ⚭ 1785 Charlotte Georgine Luise von Mecklenburg-Strelitz (1769–1818) | Herzog Friedrich von Sachsen-Hildburghausen (1763–1834) ⚭ 1785 Charlotte Georgine Luise von Mecklenburg-Strelitz (1769–1818) |
| Eltern                                 | König Ludwig I. (1786–1868) ⚭ 1810 Therese von Sachsen-Hildburghausen (1792–1854)                                        | König Ludwig I. (1786–1868) ⚭ 1810 Therese von Sachsen-Hildburghausen (1792–1854)                                        | König Ludwig I. (1786–1868) ⚭ 1810 Therese von Sachsen-Hildburghausen (1792–1854)                                         | König Ludwig I. (1786–1868) ⚭ 1810 Therese von Sachsen-Hildburghausen (1792–1854)                                         | König Ludwig I. (1786–1868) ⚭ 1810 Therese von Sachsen-Hildburghausen (1792–1854)                                                | König Ludwig I. (1786–1868) ⚭ 1810 Therese von Sachsen-Hildburghausen (1792–1854)                                                | König Ludwig I. (1786–1868) ⚭ 1810 Therese von Sachsen-Hildburghausen (1792–1854)                                            | König Ludwig I. (1786–1868) ⚭ 1810 Therese von Sachsen-Hildburghausen (1792–1854)                                            |
| König Otto von Griechenland            | | | | | | | | |

## Rezeption

### Museen
- Im Rathaus der Gemeinde Ottobrunn südöstlich von München, die sich ihren Namen im Gedenken an Otto gab, gibt es das Otto-König-von-Griechenland-Museum.
- Die erste Athener Residenz von Otto wurde zum heutigen Athener Stadtmuseum ausgebaut. Einige Räume wurden mit vielen Originalgegenständen in den ursprünglichen Zustand versetzt.
- Die spätere Residenz König Ottos von Griechenland ist das heutige Griechische Parlament, in dem noch die Möbel aus seiner Amtszeit sowie ein umfangreiches Archiv (nur beschränkt oder im Rahmen von Ausstellungen zugänglich) aufbewahrt werden. Gegenüber (am Syntagma-Platz) ist eine Straße nach ihm benannt (Odos Othonos).

### Denkmale
nach Standort alphabetisch geordnet 
- Bad Aibling: Das Theresienmonument wurde an der Stätte des Abschieds des Prinzen Otto von seiner Mutter, Königin Therese von Bayern, vor der Mangfallbrücke errichtet und am 1. Juni 1835 enthüllt.
- Bamberg: Eine Bronzeplatte für das griechische Königspaar Otto und Amalie im Rosengarten der Neuen Residenz, die Inschrift in griechischer und deutscher Sprache.
- Kiefersfelden, am Grenzübergang zu Österreich (Kufstein): König-Otto-Kapelle zum Andenken an seine Ausreise nach Griechenland (Architekt: Joseph Daniel Ohlmüller).
- In Kyselka, Tschechien, ist die Otto-Quelle des Mineralwassers Mattoni nach ihm benannt.[Beleg?]
- Nauplia: König-Otto-Denkmal mit Angabe seiner Regierungszeit.
- Ottobrunn: Ottosäule

### Weitere
- Von König Otto gestiftetes Denkzeichen für das Bayerische Hilfskorps
- 12. Infanterieregiment „König Otto von Griechenland“, Neu-Ulm (existierte ab 1814 bis ins 20. Jahrhundert)
- Hotel König Otto von Griechenland in Rosenheim
- König Otto-Sprudel, Mineralwassermarke der Brunnenverwaltung König Otto-Bad bei Wiesau, Landkreis Tirschenreuth. Erlaubnis durch königliche Urkunde vom 25. August 1836[11]

## Zitate über Otto
- Heinrich Heine, den die Ablehnung Ludwigs bei seiner Bewerbung um eine Professur in München zu einer dauernden Feindschaft getrieben hatte, nahm in seinen Lobgesängen auf König Ludwig I. auch dessen Sohn Otto aufs Korn: Herr Ludwig ist ein mutiger Held, Wie Otto, das Kind, sein Söhnchen; Der kriegte den Durchfall zu Athen, Und hat dort besudelt sein Thrönchen.[12]